# Voivodeni (okręg Braszów)
Voivodeni – wieś w Rumunii, w okręgu Braszów, w gminie Voila. W 2011 roku liczyła 406 mieszkańców.